# Кунерма
Кунерма — посёлок (с 1978 до 2022 гг. — посёлок городского типа) в Казачинско-Ленском районе Иркутской области России. Административный центр Кунерминского муниципального образования.

## География
В посёлке расположена одноимённая станция Байкало-Амурской железнодорожной магистрали. Восточнее Кунермы расположены железнодорожные Байкальские тоннели, которые пересекают Байкальский хребет под перевалом Дабан. Длина первого тоннеля — 6685,6 м, второго — 6682 м, а вместе со вспомогательными выработками — по 7642,5 м. Это третий по протяженности железнодорожный тоннель в России. 

## История
Основан в 1974 году при строительстве станции южнее озера и реки Кунерма. Посёлок строился силами строителей северокавказских республик РСФСР — Чечено-Ингушской, Северо-Осетинской, Дагестанской. В 1978 году Кунерма была наделена статусом посёлка городского типа (рабочего посёлка).
Законом от 5 декабря 2022 года Кунерма преобразована с 1 января 2023 года в сельский населённый пункт (посёлок).

## Население
| 1979 | 1989 | 2002 | 2009 | 2010 | 2011 | 2012 |
| ---- | ---- | ---- | ---- | ---- | ---- | ---- |
| 1320 | ↘586 | ↘161 | ↘82  | ↘59  | ↘57  | ↘47  |
| 2013 | 2014 | 2015 | 2016 | 2017 | 2019 | 2020 |
| ↘39  | →39  | ↘36  | ↘30  | ↗32  | ↘28  | ↘0   |
| 2021 |      |      |      |      |      |      |
| ↗25  |      |      |      |      |      |      |